# Lipa (Bąkowice)
Lipa – przysiółek wsi Bąkowice w Polsce położony w województwie opolskim, w powiecie namysłowskim, w gminie Świerczów.
W latach 1975–1998 przysiółek należał administracyjnie do województwa opolskiego.